# Scuola superiore di economia
L'Università nazionale di ricerca «Scuola superiore di economia» (NIU VŠĖ, in russo Национальный исследовательский университет «Высшая школа экономики», НИУ ВШЭ?, Nacional'nyj issledovatel'skij universitet «Vysšaja škola ėkonomiki») è una delle principali università della Federazione Russa. Il suo campus principale si trova a Mosca.
Costituita negli anni della transizione russa verso un'economia di mercato, è stata il primo ateneo russo ad aderire al processo di Bologna e ad introdurre corsi di baccalaureato e master's degree. 

## Storia
L'istituto venne fondato il 27 novembre 1992 dagli economisti Evgenij Jasin (nel 1994 nominato ministro dell'Economia), Jaroslav Kuz'minov, Revold Ėntov, Oleg Anan'in e Rustem Nureev, i quali spingevano per una riforma del mercato interno russo. L'università fu istituita appunto in un'ottica di sostegno ai piani riformisti post-sovietici (e sin dalle origini ha potuto usufruire delle risorse fornite del programma TACIS di cooperazione transfrontaliera dell'Unione europea). Il fine precipuo fu in principio quello di rinnovare la formazione economico-finanziaria dell'imprenditoria russa durante la transizione verso un'economia di mercato. Dalla metà degli anni '80, quindi, Kuzminov, Ėntov, Nureev e Anan'in avevano coerentemente introdotto nuovi corsi di matematica, economia e statistica nelle principali università russe (in particolar modo all'Università statale di Mosca), sino alla fondazione della Scuola.
Il primo campus fu istituito a Kitaj-gorod, storico quartiere mercantile di Mosca confinante con le piazze centrali, ovvero: piazza Lubjanka, piazza Slavjanskaja e piazza Teatral'naja.
L'università ha sostenuto la partecipazione della Russia al processo di Bologna e ha altresì promosso l'introduzione dell'esame di stato unificato per riformare le ammissioni presso le università russe. Nel 2009, all'ateneo è stato conferito lo status di università nazionale di ricerca, mentre nel 2013 è stato selezionato per il progetto governativo "5-100" di sostegno all'incremento del prestigio internazionale dell'istruzione superiore russa.

## Struttura

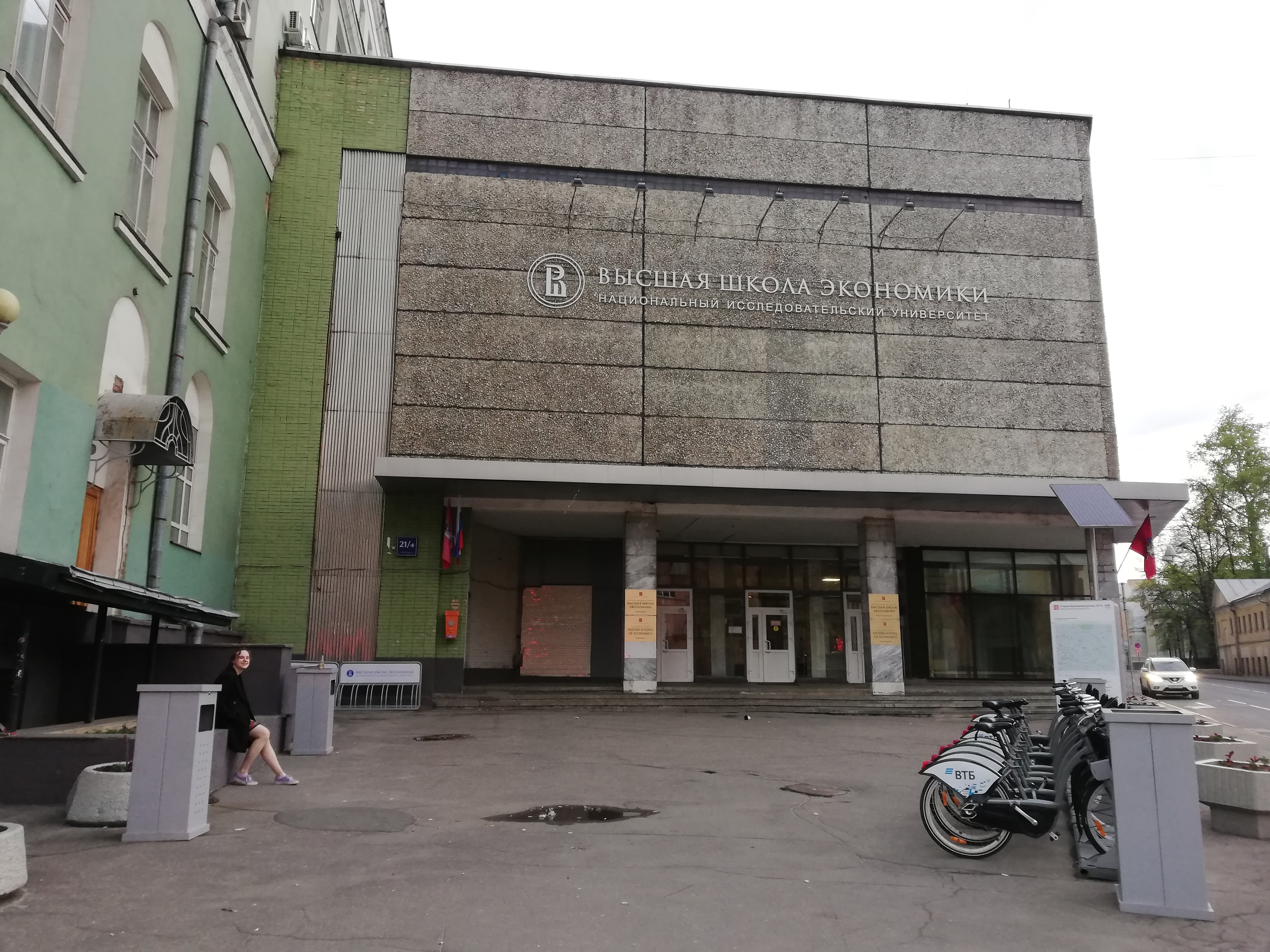
Complesso edilizio della HSE sulla Staraja Basmannaja uliza di Mosca

Il campus universitario principale si trova a Mosca, mentre altre tre filiali regionali sono situate a Nižnij Novgorod, Perm' e San Pietroburgo. Benché sottoposta alla direzione centrale di Mosca, ogni filiale è un istituto autonomo con programmi specifici di istruzione e ricerca.
L'università è strutturata in nove facoltà:
- Economia
- Economia mondiale e affari internazionali
- Fisica
- Giurisprudenza
- Informatica
- Matematica
- Scienze delle comunicazioni, media e design
- Scienze sociali
- Scienze umane

È altresì presente l'International College of Economics and Finance (ICEF), dipartimento autonomo co-gestito dalla Scuola superiore di economia e dalla London School of Economics and Political Science.

### Alloggi
L'università dispone complessivamente di 21 studentati per le sue filiali, i quali hanno una capacità complessiva di circa 12 000 posti letto.

## Casa editrice
L'istituto ha una propria casa editrice, con sede centrale a Mosca, denominata The Higher School of Economics Publishing House.